# Fe (игра)
Fe (/ˈfiːjə/ со швед. — «фея») — это инди-игра, совмещающая в себе жанр приключенческого боевика, и метроидвании, разработанная независимой студией Zoink и опубликованная компанией EA Games в рамках программы EA Originals. Выход игры состоялся 16 февраля 2018 года для платформ Windows, Nintendo Switch, PlayStation 4 и Xbox One. Игрок управляет маленьким животным, похожим на лисицу, которое должно спасти родной лес от угрозы со стороны роботов. Игрок должен изучать лес, а также общаться с другими животными с помощью пения, перенимая у них новые песни, открывающие доступ к раннее недосягаемым местам в лесу.
Fe — это первая игра, созданная по программе EA Originals, в рамках которой EA оказывает финансовую помощь независимым разработчикам при минимальном вмешательстве в процесс разработки. Данная игра изначально создавалась для мобильных устройств. Разработчики хотели сделать особый упор на повествование без диалогов, а также проработку окружающего пространства, который игрок может досконально изучить.
Оценки Fe можно охарактеризовать в целом как сдержанно-положительные. Средняя оценка в зависимости от платформы варьируется от 70 до 73 баллов из 100 возможных. Среди достоинств игры был выделен художественный стиль, заново созданный окружающий мир, а также способ подачи истории; критики давали смешанные оценки игровому процессу, который, с их точки зрения, выглядит поверхностным и изобилует недостатками.

## Игровой процесс
Fe представляет собой приключенческий экшен, в котором игрок управляет Фе — небольшим животным. Оно живёт в лесу и реагирует на песни других существ и растений, обитающих в лесу. Лесные существа становятся жертвами нападения со стороны пришедших роботов или так называемых «безмолвных» существ, которые по какой-то неизвестной причине угрожают существованию леса. Они запирают животных в капсульные клетки, а игровой персонаж должен их освобождать. Сами роботы враждебно относятся к лесу и населяющим его животным, они норовят убить беззащитного героя, поэтому их следует избегать: прятаться в кустах, траве, за деревьями. Если Фе погибает, это ведёт к перезапуску игры на последней точке сохранения. Основная задача животного сводится к поиску кристаллов и добыче фрагментов игровой мифологии. Кристаллы можно относить к святыне, чтобы получить доступ к новым способностям.

Персонаж может общаться с лесом и другими животными посредством пения

Фе может петь другим существам и растениям, чтобы заручиться их помощью. Лесные существа могут просить о помощи, давать задания, а также могут помочь герою добраться до ранее недоступных мест и научить Фе новым мелодиям, наделяющим героя новыми способностями взаимодействия с Лесом. Например, в ходе игры происходит активация цветов, которые выполняют функцию платформ — на них можно прыгать, а значит, для Фе открывается доступ к более высоким платформам, и, следовательно, к новым местам для исследования. Персонаж может парить среди верхушек деревьев, скользить от одной скалы к другой и кататься на спине крупных животных. Для перемещения по лесу игрок может использовать карту с помеченными целями.
Инструкции в игре сведены к минимуму, поощряя игрока экспериментировать и изучать экосистему леса, чтобы затем определиться со своим развитием и игровыми целями. Например, требуется, чтобы игрок изучал, каким видам птиц нравятся определённые типы цветков, чтобы затем использовать именно эти мелодии для их активации. Игра позиционируется как похожая на Journey и Shadow of the Colossus из-за подхода «невмешательства» в игровой процесс.

## Разработка
Разработкой игры занималась независимая шведская студия разработчиков видеоигр Zoink Games с использованием игрового движка Unity. В её создании принимали участие 12 человек. Изначально игра задумывалась как разработка для мобильных устройств. Однако после того, как команда узнала о выпуске инди-игры Unravel и о том, что EA Games может оказать финансовую помощь, она постаралась связаться с компанией, обратилась с просьбой и заручилась её поддержкой. Представители ЕА согласились на сотрудничество, заметив, что хотят вместе с финансовой поддержкой Fe начать программу EA Originals по финансированию разработчиков инди-игр. Zoink Games вначале опасались, что в обмен на поддержку ЕА попробует контролировать ход разработки, однако Андреас Бейер, художественный директор, впоследствии отмечал, что разработчики сохранили полную творческую свободу, финансовую поддержку, а также денежные доходы, которые игра получила после выпуска.
Zoink Games ранее выпускали игры для мобильных устройств, ориентированные на скорость, однако вместе с разработкой Fe команда хотела сделать особый акцент на повествовательном характере игры, который игроки должны были скорее «чувствовать» и широко интерпретировать. Это касается также нелинейного игрового процесса, позволяющего игроку изучать окружающую среду и «теряться» в лесу. Команда осознанно выбрала минималистский визуальный стиль, чтобы игрок не слишком отвлекался и легче мог погрузиться в игровой процесс, «а не просто гонялся за следующей контрольной точкой». Помимо этого, данный стиль позволял разработчикам создать контрастный, внеземной мир, вселяющий чувство клаустрофобии и одновременно — восторг. По мере дальнейшей работы и расширения игрового мира он становится достаточно большим, чтобы игроки могли затеряться в нём, поэтому разработчики добавили карту местности. Хотя на основное прохождение требуется около 8 часов, игрок может пробыть в игре гораздо больше, если решит исследовать каждый уголок леса и раскрыть все его секреты. При работе над игровым процессом команда вдохновлялась игрой Shadow of the Colossus, также они использовали механику исследования из игр из Metroid и Zelda.
Работая над окружающим миром, команда вдохновлялась воспоминаниями из детства, заметил Бейер, подчеркнув, что многие члены команды выросли в сельской местности и использовали лес в качестве своей личной игровой площадки, которая могла быть «одновременно пугающей и захватывающей». Данное чувство исследователя команда хотела воссоздать в игре, «когда всё вокруг вас наполнено приключениями и возможностями». Визуальный стиль также имел практическую цель: он позволяет легко передвигаться в густом лесу и замечать издалека других существ.
На этапе концепции Fe задумывалась как мобильная игра, но Zoink быстро поняли, что идея в игре достаточно масштабная, чтобы подходить и для более традиционных платформ. Бейер подчёркивал, что игра идёт одинаково хорошо независимо от платформы, однако заметил, что Switch и Joy-Cons могут предложить особенно интересный способ игры, в том числе и возможность брать данную консоль с собой в лес. В 2017 году Fe была второй игрой от EA Games, публикуемой для Nintendo Switch.
Анонс игры состоялся на мероприятии E3 2016, где зрители в целом положительно отозвались об увиденном. Внимание к себе игра привлекла и за счёт того, что она была первой созданной игрой в рамках EA Originals при финансовой поддержке игрового гиганта EA Games. Также игра была представлена в демонстрационной версии на выставке Gamescom в августе 2017 года с объявленной датой выхода — 16 февраля 2018 года для Windows, Nintendo Switch, PlayStation 4 и Xbox One.

## Критика
| Сводный рейтинг       | Сводный рейтинг                                    |
| Агрегатор             | Оценка                                             |
| --------------------- | -------------------------------------------------- |
| GameRankings          | - (PS4) 70,63 % - (XONE) 70,50 %                   |
| Metacritic            | (NS) 72/100 (PC) 73/100 (PS4) 70/100 (XONE) 70/100 |
| Иноязычные издания    |                                                    |
| Издание               | Оценка                                             |
| Destructoid           | 5/10                                               |
| EGM                   | 7/10                                               |
| Game Informer         | 5,5/10                                             |
| GameRevolution        | [ 23 ]                                             |
| GameSpot              | 7/10                                               |
| GamesRadar+           | [ 25 ]                                             |
| IGN                   | 6,5/10                                             |
| Nintendo Life         | [ 27 ]                                             |
| Nintendo World Report | 9/10                                               |
| Polygon               | 8,5/10                                             |
| VideoGamer            | 7/10                                               |

Оценки Fe можно охарактеризовать в целом как сдержанно-положительные. Средняя оценка в зависимости от платформы варьируется от 70 до 73 баллов из 100 возможных.
Часть критиков оставили положительные отзывы о Fe, например, представитель сайта Polygon назвал игру красивым исследованием, поэтической идеей 3D-платформера и гораздо более чуткой, чем большинство «мультяшных» попыток в данном игровом жанре. При этом критику было сложно отнести Fe к какому-то строго определённому жанру, и он заметил, что игра совмещает в себе как мультипликационный платформер, так и искусную повествовательную игру. При этом как платформер игра не ограничивает игрока линейным прохождением, позволяя ему «бродить по красивым садам» и даже вначале всячески навязывает игроку чувство потерянности и растерянности. При этом в плане визуальной эстетики и сюжетной линии игра напоминает Journey, сам же управляемый персонаж напомнил критику героя-пришельца из мультфильма «Лило и Стич». Критик сайта PC Games похвалил Fe за её историю, а также то, как она преподносится без единого слова и демонстрирует неожиданные повороты в финале. Хотя он заметил, что к третьей части решение головоломок начинает становиться однообразным, тем не менее, Fe по-прежнему остаётся восхитительной игрой, подходящей для игры на любой платформе. Рецензент также заметил схожесть игры с Unravel и Rime и то, что поклонники вышеупомянутых игр будут чувствовать себя, как дома в Fe. Критик сайта ventrubeat заметил, что Fe буквально с самого начала завораживает красивым и инопланетным биомом с собственной цветовой палитрой, а также красивым саундтреком с виолончелью. В моменты, когда критик сталкивался с гигантскими животными, он заметил, что чувствовал, как будто возвращался в игру Shadow of the Colossus.
Часть критиков оставили смешанные отзывы, например, представитель сайта CD-Action назвал Fe очаровательной метроидванией с неутешительно блёклой историей и плохими стелс-сегментами. Хотя простой игровой процесс расслабляет, однако критик жаждал большего напряжения и чувства грандиозного приключения, которого ему не хватает в Fe. Представитель сайта Eurogamer аналогично заметил, что созданная как эмоциональный опыт, чтобы открыть глаза на трагедию, поглощающую лесной очаг, Fe не предлагает внятного игрового процесса или какую-либо оригинальную механику. Хотя потрясающе художественное направление по-прежнему поражает. Критик сайта M3 заметил, что шведским разработчикам удалось предложить красивый и неторопливый квест, который действительно кажется уникальным, однако впечатление портят ряд очевидных недостатков: дизайн-уровень, сбивающий с толку, а также далёкое от совершенства управление. Обозреватель сайта PlayGround сравнил Fe с игрой в целом с похожей концепцией — Ori and the Blind Forest, «Если Ori была полна драматизма и чувства безысходности, то Fe — это добрая сказка», аналогично, если в Ori враги казались злыми только поначалу, то Fe делит всю действительность на чёрно-белое, предлагая счастливый конец и в целом условную подачу сюжета.
Разгромный отзыв оставил критик «Игромании», назвав Fe примитивным платформером с открытым миром, чьё пение, графика и саундтрек убаюкивают, как «тёплый летний ветерок», однако помимо эстетики и интересной механики пения, игра не может предложить ничего толкового. А процесс игры критик свёл к фразе: «Всё прохождение слилось в унылое сине-фиолетовое полотно из беготни туда-сюда по однообразным локациям, скучного платформинга и заданий „подай-принеси“». Критик сайта Game Informer также назвал Fe откровенным провалом, однако выразил надежду, что для EA Games это не станет красным флагом для пересмотра идеи поддержки независимых игр.